# Pomfret (Vermont)
Pomfret ist eine Town im Windsor County des Bundesstaates Vermont in den Vereinigten Staaten mit 916 Einwohnern (laut Volkszählung von 2020).

## Geografie

### Geografische Lage
Pomfret liegt im Nordosten des Windsor Countys. Das Gelände ist hügelig, jedoch ohne große Berge. Im Nordosten streift der White River und im Südosten der Ottauquechee River das Gebiet der Town. Dem Verlauf des White Rivers folgend berührt die Interstate 89 und dem Verlauf des Ottaugechee Rivers der U.S. Highway 4. Der Mill Brook entwässert mit seinen Nebenflüssen den Norden der Town in den White River und der Barnard Brook und weitere kleine Flüsse entwässern den südlichen Bereich in den Ottaugechee River. Im Nordwesten befindet sich der Amity Pond Natural Area State Park. Pomfret liegt im sogenannten Upper Valley, einer Region in Vermont und New Hampshire entlang des Connecticut.

### Nachbargemeinden
Alle Entfernungen sind als Luftlinien zwischen den offiziellen Koordinaten der Orte aus der Volkszählung 2010 angegeben.
- Norden: Sharon, 9,0 km
- Nordosten: Norwich, 21,1 km
- Osten: Hartford, 14,0 km
- Südosten: Hartland, 9,0 km
- Süden: Woodstock, 5,4 km
- Südwesten: Bridgewater, 19,9 km
- Westen: Barnard, 13,8 km
- Nordwesten: Royalton, 6,7 km

### Stadtgliederung
Die Siedlungsgebiete der Town sind die Ansiedlungen North Pomfret, South Pomfret und Millbrook.

### Klima
Die mittlere Durchschnittstemperatur in Pomfret liegt zwischen −8,3 °C (17 °F) im Januar und 20,0 °C (68 °F) im Juli. Damit ist der Ort gegenüber dem langjährigen Mittel Vermonts um etwa 2 Grad kühler. Die Schneefälle zwischen Oktober und Mai liegen mit deutlich mehr als zwei Metern (bei einem Spitzenwert im Januar von knapp 50 cm) ungefähr doppelt so hoch wie die mittlere Schneehöhe in den USA. Die tägliche Sonnenscheindauer liegt am unteren Rand des Wertespektrums der USA.

## Geschichte
Pomfret wurde am 8. Juli 1761 als ein New Hampshire Grant gegründet. Der Grant von Benning Wentworth ging an Isaac Dana und 76 weiteren. Benannt wurde die Town von Wentworth entweder nach Thomas Fermor, Earl of Pomfret, mit dem durch eine Heirat verbunden war, oder nach der Town Pomfret, Connecticut, aus der die meisten der ersten Siedler stammten. Dort fand am 23. Juli 1761 auch die erste Versammlung der Town statt. Die ersten Siedler ließen sich ab 1769 in Pomfret nieder, nachdem zuvor das Land unter den Nehmern des Grant aufgeteilt worden war. Die Zuordnung erfolgte durch eine Verlosung der Parzellen.
1976 besuchte Johannes Paul II., damals noch Kardinal, seine langjährige Bekannte Anna-Teresa Tymieniecka in Pomfret, die dort mit ihrer Familie lebte.

### Religionen
Ein erstes Gemeindehaus wurde bereits im Jahr 1774 auf der Farm der Familie Chandler errichtet und im Jahr 1780 wurde der erste Priester, Reverend Aaron Hutchinson, eingestellt. Eine Gemeinde der Kongregationalen Kirche gründete sich im Jahr 1783. Später kamen weitere Religionsgemeinschaften hinzu.  Baptisten, Methodisten und weitere Christliche Gemeinschaften.
Heute gibt es in North Pomfret eine Kirchengemeinde der United Church of Christ.

### Einwohnerentwicklung
| Volkszählungsergebnisse – Town of Pomfret, Vermont | Volkszählungsergebnisse – Town of Pomfret, Vermont | Volkszählungsergebnisse – Town of Pomfret, Vermont | Volkszählungsergebnisse – Town of Pomfret, Vermont | Volkszählungsergebnisse – Town of Pomfret, Vermont | Volkszählungsergebnisse – Town of Pomfret, Vermont | Volkszählungsergebnisse – Town of Pomfret, Vermont | Volkszählungsergebnisse – Town of Pomfret, Vermont | Volkszählungsergebnisse – Town of Pomfret, Vermont | Volkszählungsergebnisse – Town of Pomfret, Vermont | Volkszählungsergebnisse – Town of Pomfret, Vermont |
| Jahr                                               | 1700                                               | 1710                                               | 1720                                               | 1730                                               | 1740                                               | 1750                                               | 1760                                               | 1770                                               | 1780                                               | 1790                                               |
| -------------------------------------------------- | -------------------------------------------------- | -------------------------------------------------- | -------------------------------------------------- | -------------------------------------------------- | -------------------------------------------------- | -------------------------------------------------- | -------------------------------------------------- | -------------------------------------------------- | -------------------------------------------------- | -------------------------------------------------- |
| Einwohner                                          |                                                    |                                                    |                                                    |                                                    |                                                    |                                                    |                                                    |                                                    |                                                    | 710                                                |
| Jahr                                               | 1800                                               | 1810                                               | 1820                                               | 1830                                               | 1840                                               | 1850                                               | 1860                                               | 1870                                               | 1880                                               | 1890                                               |
| Einwohner                                          | 1106                                               | 1433                                               | 1635                                               | 1867                                               | 1774                                               | 1546                                               | 1376                                               | 1251                                               | 1139                                               | 865                                                |
| Jahr                                               | 1900                                               | 1910                                               | 1920                                               | 1930                                               | 1940                                               | 1950                                               | 1960                                               | 1970                                               | 1980                                               | 1990                                               |
| Einwohner                                          | 777                                                | 703                                                | 732                                                | 728                                                | 686                                                | 586                                                | 600                                                | 620                                                | 856                                                | 874                                                |
| Jahr                                               | 2000                                               | 2010                                               | 2020                                               | 2030                                               | 2040                                               | 2050                                               | 2060                                               | 2070                                               | 2080                                               | 2090                                               |
| Einwohner                                          | 997                                                | 904                                                | 916                                                |                                                    |                                                    |                                                    |                                                    |                                                    |                                                    |                                                    |

## Kultur und Sehenswürdigkeiten

### Parks
Im Nordwesten der Town befindet sich der Amity Pond Natural Area State Park. Der 73,65 Hektar (182 Acre) große Park wurde dem Staat Vermont im Jahr 1969 von Richard und Elizabeth Brett geschenkt. Im Jahr 1983 wurde es zu einem State Natural Area umgewandelt. Durch das Gebiet führen mehrere Wanderwege.

## Wirtschaft und Infrastruktur

### Öffentliche Einrichtungen
Das Dartmouth-Hitchcock Medical Center in Hanover ist das nächstgelegene Krankenhaus für Pomfret.
Die Abott Memorial Library in South Pomfret wurde im Jahr 1903 der Town von der Abott-Familie gespendet. Diese Spende umfasste das Land und ein Geldbetrag, von dem die Bücherei gebaut werden konnte. Eröffnet wurde die Bücherei im Jahr 1905.
Es gibt 3 Friedhöfe in Pomfret: Hewittville Cemetery, Bunker Hill Cemetery und Burns Cemetery.

### Bildung
Eine erste Schule gab es im Pomfret im Jahr 1786 und als Lehrerin wurde Betty Sessions eingestellt. Errichtet wurde die erste Schule im nördlichen Gebiet der Town. Nachdem die Bevölkerung anwuchs, wurden weitere Schulen errichtet. Die Town wurde in zwei Schulbezirke geteilt und jeder kümmerte sich eigenständig um die Kosten.
Im März 2015 wurde die Elementary School von Pomfret mit der Bridgewater Village School zusammengelegt. Die neue Schule heißt The Prosper Valley School und befindet sich in Pomfret. Sie hat Klassen von Pre-Kindergarten bis zur sechsten Klasse.
Pomfret gehört zur Windsor Central Supervisory Union. Schülerinnen und Schüler der Oberstufe besuchen die Woodstock Union Middle School and High School. Die nächstgelegenen Colleges finden sich in Hanover, New Hampshire, Norwich und Middlebury, die nächste Universität in Plymouth, New Hampshire.

## Persönlichkeiten

### Söhne und Töchter der Stadt
- Judah Dana (1772–1845), Politiker
- Luke Johnson (1807–1861), Mitglied des Kollegiums der Zwölf Apostel
- Lyman E. Johnson (1811–1859), Mitglied des Kollegiums der Zwölf Apostel
- Rush Hawkins (1831–1920), Anwalt und General im Sezessionskrieg
- Elmer Bragg Adams (1842–1916), Bundesrichter